# Osso irregular
Os ossos irregulares são ossos que, de sua forma peculiar, não podem ser agrupados como os ossos longos, os ossos curtos, os ossos planos ou os osso sesamoide. Os ossos irregulares atendem várias finalidades no corpo, tais como a proteção do tecido nervoso (por exemplo, as vértebras protegem a medula espinhal), produzindo múltiplos pontos de fixação para a ligação do músculo esquelético (como acontece com o sacro) e mantem a faringe e apoia  traqueia, e liga a língua (tal como o osso hióide). Eles são formados por, tecido esponjoso fechado dentro de uma fina camada de osso compacto.
Os ossos irregulares são: vértebras, sacro, cóccix, temporais, esfenóide, etmóide, zigomático, maxila, mandíbula, concha nasal inferior, e hióide, todos são bonitos mas muito tortos pois são irregulares.